# Tsakuri
Tsakuri (in armeno Ծակուռի?, in azero Hünərli, precedentemente Zakirli) è una piccola comunità rurale del distretto di Xocavənd in Azerbaigian, facente parte fino al 2020 della regione di Hadrowt' nella repubblica di Artsakh, già repubblica del Nagorno Karabakh, situata su un altopiano in una zona collinare a pochi chilometri da Togh. Può essere raggiunta tramite il sentiero Janapar.
Secondo il censimento del 2015 contava 109 abitanti.

## Storia
Durante il periodo sovietico, Tsakuri faceva parte del distretto di Hadrut dell'Oblast' Autonoma del Nagorno Karabakh. Dopo la Prima guerra del Nagorno Karabakh, il villaggio fu amministrato come parte della regione di Hadrut della Repubblica separatista di Artsakh. Il villaggio passò sotto il controllo dell'Azerbaigian il 7 ottobre 2020, durante la guerra del Nagorno Karabakh del 2020.

## Monumenti e luoghi d'interesse

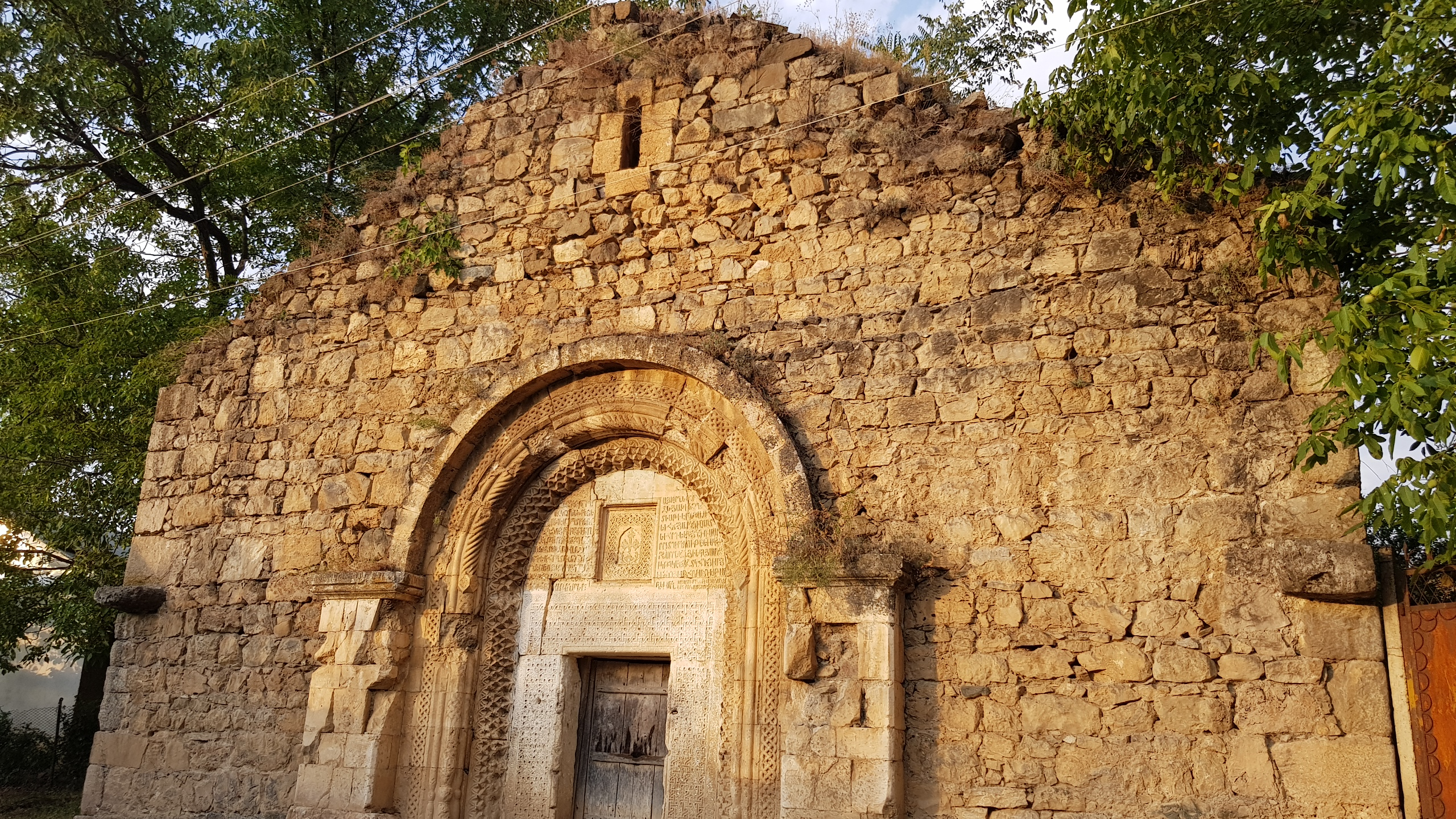
Chiesa della Santa Madre di Dio a Tsakuri (fondata nel XII secolo, la chiesa attuale risale al 1682).

I siti del patrimonio storico di Tsakuri e dintorni includono il complesso monastico di Tsaghkavank (armeno: Ծաղկավանք), di cui si è conservata solo la chiesa della Santa Madre di Dio, il monastero di Ptkatagh (armeno: Պտկաթաղի վանք, Ptkatagh Vank) costruito nel 1670, un cimitero risalente al periodo compreso tra il XVII e il XIX secolo, una khachkar del XVII secolo e un monumento a sorgente del XIX secolo.

### Chiesa della Santa Madre di Dio
La Chiesa della Santa Madre di Dio (armeno: Սուրբ Աստվածածին եկեղեցի, Surb Astvatsatsin Yekeghetsi, nota anche come Chiesa di Santa Maria e Chiesa di Tsaghkavank) è stata fondata nel XII secolo e contiene una khachkar del 1198, mentre l'attuale chiesa risale al 1682. La chiesa è l'unica struttura rimasta del complesso monastico di Tsaghkavank a Tsakuri.
Gli sforzi per riabilitare la chiesa furono iniziati da un gruppo di benefattori internazionali e i lavori di preparazione e la raccolta di fondi iniziarono negli anni 2010. Nel luglio 2013, il primate della diocesi di Artsakh della Chiesa apostolica armena, l'arcivescovo Pargev Martirosyan, diede la sua benedizione al progetto e i lavori di costruzione iniziarono nel maggio 2019. Dopo la guerra del Nagorno Karabakh del 2020, il presidente azero Ilham Aliyev visitò la chiesa della Santa Madre di Dio a Tsakuri, negando l'identità armena della chiesa e descrivendo le iscrizioni in armeno della chiesa come "false".